# André Bikey
André Bikey (Duala, Camerún, 8 de enero de 1985) es un exfutbolista de Camerún que jugaba en las posiciones de defensa y centrocampista. Actualmente es entrenador asistente del Al-Taawoun de Arabia Saudita.

## Carrera

### Club
| Club                  | Temporada        | Liga                         | Liga        | Liga  | Copa nacional | Copa nacional | Copa de Liga | Copa de Liga | Otros       | Otros | Total       | Total |
| Club                  | Temporada        | División                     | Apariciones | Goles | Apariciones   | Goles         | Apariciones  | Goles        | Apariciones | Goles | Apariciones | Goles |
| --------------------- | ---------------- | ---------------------------- | ----------- | ----- | ------------- | ------------- | ------------ | ------------ | ----------- | ----- | ----------- | ----- |
| Espanyol B            | 2002–03          | Segunda División B Grupo III | 0           | 0     | 0             | 0             | 0            | 0            | 0           | 0     | 0           | 0     |
| Marco                 | 2002–03          | Segunda Liga                 | 13          | 1     | 0             | 0             | 0            | 0            | 0           | 0     | 13          | 1     |
| Paços de Ferreira     | 2003–04          | Primeira Liga                | 2           | 0     | 0             | 0             | 0            | 0            | 0           | 0     | 2           | 0     |
| Aves                  | 2003–04          | Segunda Liga                 | 14          | 0     | 0             | 0             | 0            | 0            | 0           | 0     | 14          | 0     |
| União de Leiria       | 2004–05          | Primeira Liga                | 0           | 0     | 0             | 0             | 0            | 0            | 0           | 0     | 0           | 0     |
| Shinnik Yaroslavl     | 2005             | Russian Premier League       | 11          | 1     | 0             | 0             | 0            | 0            | 0           | 0     | 11          | 1     |
| Lokomotiv Moscow      | 2005             | Russian Premier League       | 9           | 0     | 1             | 0             | 0            | 0            | 10          | 0     | 18          | 0     |
| Lokomotiv Moscow      | 2006             | Russian Premier League       | 5           | 0     | 1             | 0             | 0            | 0            | 0           | 0     | 8           | 0     |
| Lokomotiv Moscow      | Total            | Total                        | 14          | 0     | 2             | 0             | 0            | 0            | 10          | 0     | 26          | 0     |
| Reading               | 2006–07          | Premier League               | 15          | 0     | 4             | 0             | 2            | 1            | 0           | 0     | 21          | 1     |
| Reading               | 2007–08          | Premier League               | 22          | 3     | 1             | 0             | 1            | 0            | 0           | 0     | 24          | 3     |
| Reading               | 2008–09          | Championship                 | 25          | 3     | 1             | 0             | 1            | 0            | 1           | 0     | 28          | 3     |
| Reading               | Total            | Total                        | 62          | 6     | 6             | 0             | 4            | 1            | 1           | 0     | 73          | 7     |
| Burnley               | 2009–10          | Premier League               | 28          | 1     | 1             | 0             | 2            | 0            | 0           | 0     | 31          | 1     |
| Burnley               | 2010–11          | Championship                 | 28          | 2     | 1             | 0             | 1            | 0            | 0           | 0     | 30          | 2     |
| Burnley               | 2011–12          | Championship                 | 14          | 0     | 1             | 0             | 2            | 1            | 0           | 0     | 17          | 1     |
| Burnley               | Total            | Total                        | 70          | 3     | 3             | 0             | 5            | 1            | 0           | 0     | 78          | 4     |
| Bristol City (cedido) | 2011–12          | Championship                 | 7           | 0     | 0             | 0             | 0            | 0            | 0           | 0     | 7           | 0     |
| Middlesbrough         | 2012–13          | Championship                 | 33          | 1     | 2             | 0             | 2            | 0            | 0           | 0     | 37          | 1     |
| Panetolikos           | 2013–14          | Superleague Greece           | 23          | 2     | 3             | 0             | 0            | 0            | 0           | 0     | 26          | 2     |
| Charlton Athletic     | 2014–15          | Championship                 | 31          | 1     | 1             | 0             | 2            | 0            | 0           | 0     | 34          | 1     |
| Charlton Athletic     | 2015–16          | Championship                 | 0           | 0     | 0             | 0             | 0            | 0            | 0           | 0     | 0           | 0     |
| Charlton Athletic     | Total            | Total                        | 31          | 1     | 1             | 0             | 2            | 0            | 10          | 0     | 34          | 1     |
| NorthEast United      | 2015             | Indian Super League          | 9           | 1     | 0             | 0             | 0            | 0            | 0           | 0     | 9           | 1     |
| Pune City             | 2016             | Indian Super League          | 0           | 0     | 0             | 0             | 0            | 0            | 0           | 0     | 0           | 0     |
| Port Vale             | 2016–17          | EFL League One               | 7           | 0     | 0             | 0             | 0            | 0            | 0           | 0     | 7           | 0     |
| Jamshedpur            | 2017-18          | Superliga de India           | 15          | 0     | 0             | 0             | 0            | 0            | 0           | 0     | 15          | 0     |
| ATK                   | 2018-19          | Superliga de India           | 14          | 1     | 0             | 0             | 0            | 0            | 0           | 0     | 14          | 1     |
| CF Igualada           | 2019-20          | Tercera División             | 2           | 0     | 0             | 0             | 0            | 0            | 0           | 0     | 2           | 0     |
| Total de carrera      | Total de carrera | Total de carrera             | 324         | 17    | 17            | 0             | 13           | 2            | 11          | 0     | 365         | 19    |

### Selección nacional
A nivel de selecciones menores participó en los Juegos Olímpicos de Pekín 2008 donde jugó cuatro partidos. Jugó para Camerún en 25 ocasiones de 2006 a 2010 y anotó un gol, el cual fue en la victoria por 3-0 sobre Mauricio en Curepipe el 8 de junio de 2008 por la clasificación de CAF para la Copa Mundial de Fútbol de 2010. Participó en tres ediciones de la Copa Africana de Naciones, donde fue finalista en la edición de 2008.